# Симург (мини-футбольный клуб)
МФК «Симург» — белорусский мини-футбольный клуб из Минска. Основан в 1998 году как РАНН-БГПА. Многократный чемпион и обладатель Кубка Беларуси. Был расформирован в 2002 году.

## История
Основатель клуба Абилов Кахин Мирзали оглы
В высшей лиге чемпионата Беларуси выступал с сезона 1998/99 по 2001/02.
| Сезон   | Лига | И  | В  | Н | П | Г      | О  | Место  | Бомбардир               |
| ------- | ---- | -- | -- | - | - | ------ | -- | ------ | ----------------------- |
| 1998/99 | Д1   | 26 | 19 | 2 | 5 | 169-96 | 59 | 2 (14) | Юрий Шакута — 31        |
| 1999/00 | Д1   | 26 | 23 | 1 | 2 | 149-58 | 70 | 1 (14) | Александр Гриневич — 20 |
| 2000/01 | Д1   | 26 | 19 | 5 | 2 | 143-47 | 62 | 1 (14) | Виктор Иванютин — 35    |
| 2001/02 | Д1   | 24 | 19 | 2 | 3 | 138-63 | 59 | 3 (13) | Виктор Иванютин — 27    |

### Главные тренеры
- Валерий Драчевский (1998)
- Георгий Кондратьев (1999)
- Александр Кистень (2000)
- Игорь Баскаков (2000—2002)

### Еврокубки
| Сезон   | Раунд, дата и место проведения                | Соперник   | Счёт |
| ------- | --------------------------------------------- | ---------- | ---- |
| 2001/02 | Квалификационный раунд Сплит, 3-6 ноября 2001 | Сплит      | 0:7  |
| 2001/02 | Квалификационный раунд Сплит, 3-6 ноября 2001 | Инкарас    | 2:3  |
| 2001/02 | Квалификационный раунд Сплит, 3-6 ноября 2001 | Дукас Скул | 6:0  |

## Достижения клуба
- Чемпион Беларуси (2): 1999/00, 2000/01
- Серебряный призёр чемпионата Беларуси (1): 1998/99
- Бронзовый призёр чемпионата Беларуси (1): 2001/02
- Обладатель Кубка Беларуси (3): 1999/00, 2000/01, 2001/02
- Финалист Кубка Беларуси (1): 1998/99